# Ruta del Bakalao
La Ruta del Bakalao,, ou Ruta Destroy, également connue sous d'autres noms comme La Ruta, La Marcha, El Bakalao, est une scène culturelle et en particulier musicale apparue à la fin des années 1970 autour de la ville de Valence, plus tard étendue d'autres zones de la Communauté valencienne, en Espagne, et qui s'est prolongée jusqu'au milieu des années 1990. En se massifiant, La Ruta devient un phénomène unique de clubbing, pionnier du mouvement des rave parties. Le Bakalao est l'antécédent direct de la makina, musique électronique rapide et hypnotique très populaire en Espagne au milieu des années 1990.
Pendant la nuit, des milliers de jeunes se réunissent dans les boîtes de nuit proches de Valence comme Barraca, Spook Factory, Chocolate, Espiral, NOD, Puzzle et l'ACTV. Le mouvement est organisé chaque semaine, de manière ininterrompue entre jeudi après-midi et lundi matin, pendant les années 1980 et la première moitié des années 1990. Il entre en déclin après avoir été stigmatisé dans les médias, réprimé par les forces de l'ordre et à cause des ravages causés par la consommation d'ecstasy sur le public.

## Contexte
Dans les années 1970, un phénomène nouveau survient à New York, qui aura des conséquences sociales de première importance : la musique disco fait irruption en se positionnant ouvertement contre le sexisme, le racisme et l'homophobie lorsque son public, essentiellement composé de femmes, de noirs et de gays prend le devant de la scène sur les pistes de danse, donnant une visibilité à des acteurs secondaires, vivant jusqu'alors dans l'ombre. Sous l'égide de clubs pionniers tels que The Loft, The Gallery (en), Paradise Garage ou l'élitiste Studio 54, le disco, véritable son libre international, se répand dans le monde entier jusqu'à devenir le patron de socialisation le plus récurrent dans le domaine des relations personnelles ; la discothèque s'établit alors comme lieu de rencontre, comme emblème de communication populaire et interclassiste. Valence hérite également de ce mouvement.
La mort du dictateur Francisco Franco le 20 novembre 1975, qui a dirigé le pays après la guerre civile, marque le début d’une révolution culturelle dans toute l'Espagne. La movida valenciana (en espagnol) ou moguda valenciana (en catalan), déclinaison locale de la Movida madrileña, devient le signe d’une libération des mœurs et de l'état d’esprit de cette époque. C'est en son sein qu'apparait La Ruta entre la fin des années 1970 et le début des années 1980.
À la fin de la décennie, pendant la transition espagnole et pendant la période post-punk et Nouveaux Romantiques (la nouvelle vague dite new wave), Valence s'ouvre musicalement mais aussi culturellement. Les groupes locaux apparaissent avec une forte composante avant-gardiste : Banda de Gaal, La Morgue, Seguridad Social, Vídeo, Glamour, Comité Cisne, Betty Troupe, In Fraganti et Interterror mènent une légion d'artistes valenciens qui misent sur les nouveaux sons venus directement du Royaume-Uni ou de l'Allemagne et sur l'image du post-modernisme au début des années 1980, avec des looks sophistiqués et stridents, issus de l'ère punk.
Au Pays valencien et à Valence en particulier, la Transition se déroule dans un climat de tensions et son résultat est vécu comme une frustration et une grande déception par les secteurs les plus engagés de l'opposition au franquisme. Comme en témoigne Joan Maria Oleaque : « La transition avait créé un grand groupe de gens condamnés à des possibilités de vie médiocres : ni spécialement bonnes ni spécialement mauvaises, simplement médiocres ». Cette médiocrité conduit une bonne partie de la jeunesse des années 1980 vers l'hédonisme de la route du bakalao, « une incommunication euphorique collective » avec laquelle échapper à cette médiocrité pendant de longs week-ends.

## Description
La Ruta commence comme un phénomène local et finit par devenir une référence médiatique et sociale, qui marque une époque de fête hédoniste, de musique, de danse, de sexe, de drogue, qui met fin aux années de pénitence du franquisme. À cette époque-là, avec une Transition démocratique tracée, prévaut le sentiment quelque chose devait exploser, et c'est ce qui s'est passé dans les discothèques valenciennes. Valence est pionnière dans la migration du concept commercial de discothèque vers celui de « club ». Au départ, «la ruta» (« la route ») désigne simplement le circuit des discothèques dont les horaires d'ouvertures alternaient, permettant aux fêtards d'enchaîner le divertissement sans interruption entre le jeudi soir et le lundi matin, souvent avec l'aide de substances illégales,. Les événements bakalao se déroulaient initialement sur la route côtière d'El Saler, à Valence, avant de s'étendre à Alicante, où, des années plus tard, le mouvement prendra le nom de La Ruta del Bakalao.
Selon la légende urbaine, le nom « bakalao » dérive de l'expression esto es bakalao del bueno (littéralement : « ça c'est du bakalao de bonne qualité ») en référence à un morceau de musique destroy («bacalao» signifiant « morue » en espagnol). Toutefois, selon Juan Santamaría, l'un des pionniers de cette scène musicale, le terme aurait été forgé dans le magasin de disques d'importation Zic-Zac de Valence, point de rencontre de différents DJ de la scène locale pour acheter la musique du moment, où l'ami d'un DJ s'exclamait « Esto es bacalao de Bilbao » (« Ça c'est du bacalao de Bilbao ! », la morue du Pays basque étant considérée comme un produit authentique et de qualité) chaque fois qu'il entendait un bon morceau, une expression qui fut reprise par d'autres personnes fréquentant le magasin puis finit par se généraliser, à tel point qu'on finit par désigner toute cette musique comme « bakalao ».

### Musique et discothèques
Les DJ en avaient assez de ce qu’on entendait dans les salles commerciales. Carlos Simó, depuis Barraca, jouait de la musique alternative importée de Londres. De la luminosité de Giorgio Moroder et Donna Summer aux sons sombres du punk, de la new wave, des Nouveaux Romantiques ou de la technopop. Simó est pionnier de la scène valencienne : il mixe à Barraca entre 1980 et 1986, puis fonde cette même année le label discographique Intermitente, où il publie des travaux de groupes comme Comité Cisne (es), París No Importa ou Presuntos Implicados (en). Dans ses sets, Simó mixe aussi bien du  blues, du rhythm and blues ou du jazz, que les sons habituels du rock, de la pop et de la musique d'avant-garde. La discothèque Barraca s'oriente vers la new wave et les Nouveaux Romantiques, tandis que la discothèque Chocolate opte pour des sons plus sombres (dark wave, indus, EBM), importés principalement d'Allemagne.
Les DJ se donnent pour mission d'introduire la modernité musicale. Le single Nowhere girl de B-Movie (1982) devient un hymne pour les discothèques valenciennes, le premier d'une longue série. Plus tard, la musique de la scène Bakalao se matinera d'autres sonorités comme la house, le new beat, l'acid house et la musique gothique. La musique électronique valencienne est alors à l'avant-garde de l'Espagne et même de l'Europe. Comme l'affirme Rafa Cervera :
« Carlos ponía discos y nos poníamos al día de música, porque tenía lo último. O sea, ya no era eso de «No, no, es que si Magazine sacaba un maxi, o Siouxsie o John Foxx, a la semana lo tenía Carlos Simó y ya lo estaba pinchando». No te daba tiempo ni a leerlo en el Melody Marker porque llegaba más tarde que el disco a manos de Carlos. »
« Carlos mettait des disques et nous nous mettions à jour en matière de musique, car il avait les dernières nouveautés. Autrement dit, ce n'était plus : « Non, non, si Magazine sortait un maxi, ou Siouxsie ou John Foxx, une semaine plus tard Carlos Simó le mixait déjà ». Tu n'avais même pas le temps de le lire dans le Melody Marker car il arrivait plus tard que le disque dans les mains de Carlos. »
— Costa 2016, p. 91
Entre les années 1980 et les années 1990, de nouvelles salles apparaissent, dont certaines d'importance significative, mais toutes reprenant le son des anciennes. Des discothèques comme Heaven, anciennement Pomelo, une petite salle caverneuse proche de Puzzle, mais plus forte et plus brutale, qui disposait de l'un des parkings les plus fréquentés ; Villa Adelina, située à côté de la discothèque Barraca, qui n'était rien d'autre qu'une villa avec une grande terrasse qui l'a rendue célèbre ; Zona, une discothèque appartenant à l'axe Espiral-NOD, qui est devenue vraiment particulière parce qu'elle s'est spécialisée dans ses sessions du lundi matin, qui pouvaient durer jusqu'au mardi matin (chose impensable de nos jours dans une discothèque de cette taille), et qu'elle attirait des personnes qui travaillaient le week-end la nuit ou dans l'hôtellerie et la restauration, non seulement de Valence, mais aussi de villes plus éloignées comme Madrid avec la discothèque Attica entre autres, ou Barcelone (dans ces villes, il n'y avait rien de tel à cette échelle pour ce type de travailleurs). On peut aussi citer El Templo, situé à Cullera, non loin de la discothèque Chocolate, fief du populaire Chimo Bayo.

### Public
À ces débuts de la Ruta, la fête était un phénomène interclassiste et varié. La fête fut démocratisée dans tous les sens du terme. Outre le public varié, pour les nouveaux professionnels qui s'établissaient et se cherchaient une place, la piste d'une discothèque était la meilleure plateforme. Peintres, designers, troupes de théâtre, journalistes, musiciens, hommes politiques. Toutes sortes d’individus désireux de briser les conventions. Pour Fran Lenaers (es) (Valence, 1961), paradigme du disc jockey comme communicateur qui montre, prend des risques et innove, définit le club Spook Factory où il était résident  comme :
« [...] el mayor zoológico de España: cantantes, gentes del cine... En la barra bajita, al fondo a la izquierda, siempre había un montón de travestis de la avenida del Oeste, unos que trabajaban de putas. Justo en el otro lado, había un montón de gente de la moda: Montesinos, Guayquemola y toda esta gente, que hacían pases de modelos raros encima de la barra. Había de todo: gente de Barraca que venía pintada, siniestros, psychobillies tipo The Cramps que iban a Chocolate y luego venían a Spook. Había de todo. »
« [...] le plus grand zoo d'Espagne : des chanteurs, des gens du cinéma… Au petit comptoir, au fond à gauche, il y avait toujours une foule de travestis de l'avenida del Oeste, certains qui travaillaient comme prostitués. Juste de l'autre côté, il y avait beaucoup de gens de la mode : Montesinos, Guayquemola et tous ces gens qui faisaient passer des mannequins étranges au-dessus du comptoir. Il y avait de tout : des gens de Barraca qui venaient maquillés, sinistres, des psychobillies comme The Cramps qui allaient à Chocolate puis venaient ensuite à Spook. Il y avait de tout. »
— Costa 2016, p. 201

### Mouvement interdisciplinaire et interclassiste
Pour Jorge Albi (Alcoy, 1959), DJ résident du Barracabar — pub satellite de la discothèque Barraca et animateur radio de l'émission La conjura de las danzas (« La conjuration des danses », Intervalencia, Radio Color) —, la discothèque Barraca était, :
«  [...] un sitio donde pasaba gente como Carmen Alborch y gente así. Gente que me escuchaba por la radio, artistas, gente de la moda, los Guayquemola, Valentín Herráiz, Montesinos, todos mezclados. Allí había una gran mezcla de personal. Además, era un sitio donde contínuamente pasaban cosas, no solo la música era importante, sino también el aspecto escénico. »
« [...] un endroit où passaient des gens comme Carmen Alborch et d'autres gens comme ça. Des gens qui m'écoutaient à la radio, des artistes, des gens de la mode, les Guayquemola, Valentín Herráiz, Montesinos, tous mélangés. Il y avait là-bas un grand mélange de personnel. De plus, c'était un endroit où des choses se passaient constamment, non seulement la musique était importante, mais aussi l'aspect scénique. »
Les discothèques étaient un espace de théâtre, de concerts et de défilés de mode. L’atmosphère suggérait que tout ce qui était différent devait être célébré. Les modèles de genre et de sexualité étaient beaucoup plus ouverts et inclusifs, et l’ambiguïté sexuelle avait sa place. Ainsi, les drag queens, les travestis et les sexualités qui étaient auparavant exclues acquéraient de la force au milieu de l’expérience ludique. Les femmes occupaient leur propre rôle dans un club, sans être subordonnées au rôle d'attraction des hommes ou stigmatisées si elles passaient un bon moment sur la piste. Le mélange et la combinaison d’individus, parfois absolument opposés, finit par devenir un signe d’identité. « C’était la première discothèque véritablement démocratique pour les premiers enfants du nouveau système politique », une cérémonie qui troquait les anciennes formes d'engagement contre un individualisme collectif évasif.
Cette génération de La Ruta peut être considérée comme « illétrée », au sens où il n’existe pratiquement aucun média écrit qui exprime le mouvement ou une idéologie, ou même qui confirme sa présence. Cependant, plus qu’une explosion artistique valencienne liée à La Ruta, on peut parler d’une ligne continue qui se connecte à l’esprit de la contre-culture des années 1970 à Valence. Une ligne qui, portée par l'esprit contre-culturel hédoniste et le désir de musique d'avant-garde venu de Londres et d'Allemagne, se connecte avec le monde de la bande dessinée, du design, de la mode ou du théâtre provocateur. Comme on peut le voir dans Santana et Albertos 2022, ce sont les membres de la dénommée Nouvelle École valencienne (en) de bande dessinée qui commencent à doter d'une identité visuelle et d'une image ce circuit naissant, encore minoritaire. Sento Llobell, Micharmut, Daniel Torres et Ramón Marcos — dessinateurs liés au monde de l’expérimentation graphique — travailleront au début des années 1980 pour ces salles, conçues pour les minorités et par les minorités, avec l’intention finale de développer une culture d’avant-garde éloignée des circuits culturels majoritaires.
Le designer et couturier Francis Montesinos est vedette de nombreuses fêtes de ces années avec des défilés et des performances dans lesquels il fusionnait mode, musique et danse, tout comme Valentín Herráiz, créateur de la marque de vêtements éphémère Guayquemola, et qui est également l'auteur du logo avec la chauve-souris (symbole traditionnel de la ville de Valence) de Spook Factory, ou son collègue couturier Juan Andrés Mompó et sa boutique El Huevo de Oro. L'image est soignée, avec des affiches sérigraphiées à la main dans l'atelier d'Armando Silvestre. Paco Bascuñán et Quique Company étaient responsables du design graphique de salles comme ACTV,.

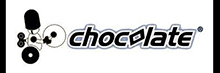
Logo de la discothèque Chocolate.

Edu Marín, dessinateur de bandes dessinées de style ligne claire, réalise des affiches pour Barraca et opte pour l'esthétique de la bande dessinée dans les campagnes publicitaires. Le design du carré de la glace du cluc Chocolate (d'abord « Chocolate Cream ») de Sueca marque une époque. On peut encore citer le logo d'Arena, reprenant la silhouette du bâtiment, l'esthétique du jeu vidéo inspirée du jeu Tetris, ou l'esthétique d'inspiration soviétique dans la campagne avec des allusions à la Perestroïka, à la Cathédrale Saint-Basile-le-Bienheureux de Moscou ou à la place Rouge de Moscou. Les architectes d'intérieur Janfri, Nacho Moscardó, responsables du Chocolate Cream donnent une atmosphère différente aux discothèques et deviennent des références en Espagne et en Europe.
Des célébrités étaient également souvent utilisées pour vendre des billets d'entrée, comme dans le cas de Guillermo « Willy » Montesinos (en), après le tournage avec Pedro Almodóvar de Femmes au bord de la crise de nerfs (1986) ; des troupes de théâtre comme Tu-tu Drogueria et Putreplastic, avec des mises en scène agressives (jets de poulets morts, déguisements de nonnes, personnes habillées en costumes sans pantalon, attaques surprises de zombies...) ou des campagnes publicitaires avec un grand impact dans la presse, le tout sous le signe de l’innovation. Barraca se distingue en étant le premier club à promouvoir efficacement une forme de merchandising (autocollants et T-shirts, notamment) comme éléments communautaires parmi les clients, faisant en sorte que ceux-ci se sentaient comme des initiés d'une sorte d'ordre secret qui se reconnaissait par des signes restant mystérieux pour le reste des gens. Le club transforme sa fréquentation en un rituel de fidélité, non plus à la salle, mais à l'idiosyncrasie de son concept.

### Usage de stupéfiants
Les participants à La Ruta prétendaient briser les limites, non seulement en ouvrant leurs oreilles et leurs esprits, mais aussi dans le pur divertissement. La mescaline fait son apparition, « une drogue qui marque Valence », et devient alors un quatrième symbole de la ville avec l'horchata, les fallas et la paella. L'arrivée de cette drogue marque un changement brutal par rapport à l'héroïne, car elle était « bien vue », Comme le commente Toni « El Gitano » :
« La mescalina ha sido la mejor droga que ha habido. No habrá ninguna más. Siempre será la droga de la felicidad, del amor, de la paz, de la diversión, del buen rollo. Era una droga divertida, no te producía ningún tipo de bajón, nada. Era una droga especial, especial. »
« La mescaline a été la meilleure drogue qu'il y a eu. Il n'y en aura plus d'autre comme ça. Elle sera toujours la drogue du bonheur, de l'amour, de la paix, du divertissement, de la bonne ambiance, des bonnes ondes. C'était une drogue amusante, elle ne te donnait aucune sensation de descente, rien. C'était une drogue vraiment spéciale. »
— Costa 2016, p. 130
La connexion intellectuelle nécessaire pour comprendre cette première musique avancée a été remplacée  avec la drogue par un lien émotionnel avec le rythme. Il fallait se sentir spécial, dans un état mental différent de ceux dictés par les normes sociales, clé pour comprendre le succès de toutes les drogues du week-end qui se suivent, sur un fond de musique répétitive aux résonances industrielles. Un monde de week-end qui, grâce à la mescaline, devient le seul monde qui compte puisqu'il n'avait aucun point de comparaison avec l'autre, le vrai, précisément ce que montrait en 1978, sous les paramètres du rock dur et urbain, l'album Abre tu mente du groupe Doble Zero (ca), qui rencontre un grand succès parmi les gens appartenant à la classe ouvrière des quartiers populaires de la périphérie de Valence :
« Yo voy subido en mi moto,

pensando en no trabajar.

Porque el trabajo que rindo

otro se lo ha de llevar.

Me pican las pelotitas

por la mañana al currar.

Y si no paro, reviento

hasta la lengua sacar. »
« Je roule monté sur ma moto,

en pensant à ne pas travailler.

Parce que le travail que je fais

doit être repris par quelqu'un d'autre.

Les couilles me grattent le matin

le matin au travail.

Et si je n'arrête pas, je me crève

jusqu'à tirer la langue. »
La mescaline ouvre une porte qui ne sera plus refermée. Au fur et à mesure que la décennie avance, la consommation récréative de cocaïne et d’ecstasy se développe de manière exponentielle. Le terme «mescalinós/mescalinoso» (litt. « mescalineux ») désigne alors une figure typique, un personnage devenu désuet et hors jeu, un hurluberlu de la scène nocturne. La musique répétitive typique du Bakalao est qualifiée de «música mescalinosa» (« musique mescalineuse »). La fréquentation des discothèques devient inséparable de la consommation de drogue. Prendre des pilules de stupéfiants devient un élément commun avec les plus marginaux et les  toxicomanes de n'importe quel pub de quartier. L'invention non protocolaire mais volontaire d'hymnes individuels et momentanés est un corollaire autojustificatif, comme la chanson «Sube que te llevo» (« Monte que je t'emmène », 1993), du groupe M.P.M :
« Me gustan las pastillas

verdes, rojas y amarillas.

Cuatro ruedas tiene mi coche

Cuatro pastillas me tomo esta noche.

Y si un cuartito no coloca,

enterita y a la boca.

A ponerse, a ponerse,

que luego todo son risas »
« J'aime les pilules

vertes, rouges et jaunes.

Ma voiture a quatre roues.

Je me prends quatre pilules ce soir.

Et si un petit quart ne défonce pas,

une toute entière et dans la bouche.

On se défonce, on se défonce,

car ensuite tout n'est que rire. »
Avec l’ecstasy, il était possible d'aller encore plus loin et de conjuguer l'envie de danser avec un sentiment de dérangement, de désinhibition sensuelle et de connexion collective. Les utilisateurs se sentaient partie prenante de quelque chose de plus grand qu’eux-mêmes ; ils étaient simutanément des individus et des maillons d’une chaîne collective. La danse, la sueur, le flirt rythmique, l’atmosphère stroboscopique augmentaient la perception de transgression et de transcendance des heures de loisirs. Le véritable objectif, au-delà de la musique, était le culte de la fête sauvage comme stimulant social et mental pour tous les jeunes se sentant lésés par le monde réel. L'ecstasy devient la grande drogue pour fuir la vie quotidienne pour une génération sans véritables attentes, comme cela ressort de la chanson de Doble Zero de 1978. L'absence de contrôle dans le divertissement devient dès lors attrayant, apparaissant comme l'antidote à un sentiment d'obligation toujours croissante que le « système » exigeait d'eux. Ces jeunes vivaient une sorte de nouvelle transition, vers la consolidation d’un système social plus réglementé, plus établi, mais sans réelles garanties sur l’avenir, sans garantie de cohérence de celui-ci au-delà de 1992, année qui marque une étape où, grâce aux Jeux olympiques de Barcelone, à l’AVE et à l’Exposition universelle de Séville, l’Espagne devait être le centre du monde.
À Valence, ville qui était restée exclue de cet engouement de 1992, des milliers de jeunes considéraient que la fête et la drogue étaient leur « 92 universel », la seule chose qui pouvait leur donner de la gloire dans leur travail quotidien, devenu définitivement une triste routine, un prologue au week-end, seul moment où ils pouvaient briller au milieu d'une société où la réussite sociale était correlée avec un nouvel environnement hyper-consumériste et néolibéral. À travers cette culture de la fête se trouvait consolidée, de façon crue, une conception moderne et appliquée au grand nombre de l'hédonisme. Dans une ville qui était en train de se réélaborer sur le plan identitaire avec la création de nouveaux symboles, La Ruta est un marqueur supplémentaire. La nouvelle ville s’imposait à l’ancienne et effaçait progressivement ses signes d’identité.

### Déclin
À partir de 1992, les médias commencent à remarquer ce mouvement à grande échelle. À partir de 1993, les déploiements policiers se multiplient,, et les médias, voire les hommes politiques, commencent à s'alarmer et à exercer une pression sociale sur ce mouvement de loisirs.
Un autre facteur qui a joué un rôle relativement important dans la diabolisation de La Ruta par la société est le triple meurtre d'Alcàsser, dans lequel trois adolescentes ont été enlevées alors qu'elles se rendaient dans un club bien connu de Picassent, le Coolor, l'une des nombreuses petites discothèques qui existaient à l'époque. La presse valencienne ne tardera à diffuser de manière obsessionnelle que le principal kidnappeur et meurtrier des « filles d'Alcàsser », Antonio Anglés, était un habitué des discothèques bakalao.[réf. nécessaire]
La musique commence à gagner des BPM (révolutions) et à perdre en qualité. Les années 1993 et 1994 continuent à attirer des foules énormes de jeunes, bien qu'ils soient moins préoccupés par la qualité de la musique, qui a sérieusement diminué.[réf. nécessaire]
La drogue communément appelée ecstasy, qui s'est imposée à Valence à partir de 1987 et 1988, en provenance d'Ibiza et des Pays-Bas, commence à faire des ravages dans les discothèques car elle était consommée à des doses de plus en plus régulières et importantes,.

## Postérité
Des années plus tard, l'option musicale incarnée par Chimo Bayo est reprise dans un ensemble de musique électronique commerciale, avec la sortie d'une série de compilations commerciales et à la qualité artistique moindre, comme Máquina Total ou Currupipi Mix, qui eurent de très nombreuses suites. Cela signifiait aussi un changement d'esthétique, la «poligonera» (le parc industriel), le retour de la «garruleria/garrulería» (bavardage incessant) comme signe d'identité mais avec des prétentions d'opulence suburbaine.
Certains lieux survivent aujourd'hui, comme la légendaire discothèque Barraca qui, avec 50 ans derrière elle et après plusieurs courtes fermetures, est toujours debout, bien qu'avec une musique et une atmosphère très différentes de celles qui l'ont rendue populaire au milieu des années 1980, car elle est depuis devenue le porte-drapeau du mouvement techno à Valence. La Spook Factory rouvre en 2005 avec un succès notable sous le nom de Spook Club Vlc, est remplacée par Space Valencia pendant un an, puis rouvre en septembre 2008 sous le nom de Spook Club Vlc, avant d'être rachetée par un fond vautour en 2018.
Le mouvement est décrit comme un antécédent de celui des rave parties.
En 2022, l'Institut valencien d'art moderne (IVAM) consacre une exposition au design graphique de La Ruta.